# داگیلار، کوئینزلند
داگیلار (به انگلیسی: D'Aguilar) یک منطقهٔ مسکونی در استرالیا است که در کوئینزلند واقع شده‌است.